# Bobana Klikovac
Bobana Klikovac (Cetinje, 1995. július 19. –) montenegrói kézilabdázó, beálló, a román Corona Brașov játékosa.

## Pályafutása

### Klubcsapatban
2015 és 2017 között a Debreceni VSC–TVP, majd az Alba Fehérvár csapatában Magyarországon kézilabdázott. A 2017–2018-as szezont a román SCM Craiova csapatában töltötte, akikkel EHF-kupa-győzelmet ünnepelhetett az idény végén. 2018 májusában a Dunarea Braila elleni bajnoki találkozón súlyos térdsérülést szenvedett. 2018 nyarától a Ferencvárosi TC játékosa. Térdsérüléséből nyolc hónap múlva épült fel, így a budapesti csapatban csak 2019. február 23-án, a Thüringer HC elleni Bajnokok Ligája mérkőzésen mutatkozhatott be. A szezon végén visszatért korábbi csapatához, a Craiovához. Egy idénnyel később a Gloria Buzău együttesében folytatta pályafutását.

### A válogatottban
2016-ban mutatkozott be a montenegrói válogatottban. Részt vett a 2016-os Európa-bajnokságon és a 2017-es világbajnokságon.

## Sikerei, díjai
- EHF-kupa-győztes: 2017–2018